# Xylopia vielana
Xylopia vielana este o specie de plante angiosperme din genul Xylopia, familia Annonaceae, descrisă de Jean Baptiste Louis Pierre. Conform Catalogue of Life specia Xylopia vielana nu are subspecii cunoscute.